# Patrick Olsen
Patrick Haakon Olsen (født 23. april 1994 i Tårnby) er en dansk fodboldspiller, der spiller for AC Horsens. Han har tidligere spillet i en række danske og udenlandske klubber. Patrick Olsen er central midtbanespiller.

## Karriere

### Brøndby IF
Olsen spillede på Brøndby IF's ungdomshold i en periode, og som udgangspunkt for U19-holdet. I 2012 blev han rykket op i seniortruppen.
Den 6. maj 2012 fik Olsen sin debut for Brøndby i et Superliga opgør imod AaB.
Det blev til tre superligakampe for den unge spiller. Han blev senere i 2012 solgt til Italien.

### Inter
Den 27. august 2012 blev det bekræftet, at Olsen ville skifte til Inter på en 3-årig kontrakt. Ifølge kilder blev der givet 260.000 € for den unge dansker.[kilde mangler]
Planen med danskeren var, at han et halvt år skulle spille på Inters ungdomshold og herefter træne på senior holdet. Alt gik efter planen, og Patrick Olsen blev i 2013 permanent førsteholdsspiller.
I sommeren 2013 blev Olsen udtaget til Inters USA-turné, hvor holdet skulle spille en række venskabskampe.
Den 4. december 2013 fik Olsen sin debut for førsteholdet i en sejr over Serie B-klubben Trapani i Coppa Italia, hvor han som indskifter erstattede det kroatiske stortalent Mateo Kovacic på den centrale midtbane.
Arsenals træner Arsene Wenger viste flere gange interesse for at hente den unge dansker til sin klub, men dog uden held.

### Strømsgodset IF
Den 9. februar 2014 blev Patrick udlejet til de norske mestre, Strømsgodset IF. Her skulle han ifølge kilder tilbringe resten af 2014. Inter-spilleren havde i januar travlt med at finde en klub at blive lejet ud til, da der ikke var meget førsteholdsbold i sigte i Inter.

### FK Haugesund
Den 24. april 2015 skiftede Olsen til den norske klub Haugesund. Efter at have spillet 11 ud af 12 ligakampe skiftede Olsen den 20. august 2015 væk fra Haugesund, selvom klubben ønskede at beholde ham.

### RC Lens
Det blev offentliggjort den 27. august 2015, at Olsen havde skrevet under med den franske Ligue 2-klub RC Lens.

### Grasshopper Club Zürich
Han skiftede den 28. januar 2017 til schweiziske Grasshopper Club Zürich, hvor han skrev under på en kontrakt frem til sommeren 2020.

### FC Helsingør
Han skiftede den 16. september 2017 til den danske klub FC Helsingør, der netop var rykket op i den bedste danske række, Superligaen. Han skrev under på en treårig aftale gældende frem til sommeren 2020.

### AaB
I sommeren 2019 skiftede Patrick Olsen til AaB på en treårig aftale.

### AGF
Allerede den følgende sommer skiftede Olsen til superligarivalerne fra AGF for 1 million euro, hvorved han fik en femårig aftale. Tiden i AGF begyndte udmærket for Olsen, men efterhånden gled han ud af startopstillingen, og i februar 2022 skiftede han til Śląsk Wrocław efter i alt 55 kampe og 6 mål i AGF.

## Landsholdskarriere
Olsen har spillet på adskillige af de danske ungdomslandshold. Han spillede bl.a. U-17 Europamesterskabet i fodbold og U/17 VM i fodbold med U/17-landshold.
I maj 2013 fik Olsen 2 spilledages karantæne af sin U/19-landsholdstræner Thomas Frank, da han havde brudt nogle interne regler. Han havde modsat alle de andre ikke været på hotellet til tiden.